# Пітер Волтер
Пітер Волтер (5 грудня 1954 , Берлін ) — американський учений німецького походження. Праці в основному присвячені молекулярній біології та біохімії. Лауреат багатьох престижних премій.

## Кар'єра
В 1981 році здобув ступінь доктора філософії у Рокфеллерському університеті. З 1983 року працює у Каліфорнійському університеті у Сан-Франциско. Здобув популярність як дослідник процесів в ЕПР .

## Нагороди та визнання
- 1983: Searle Scholar Award[en];
- 1988: Passano Foundation[en];
- 1988: Eli Lilly Award in Biological Chemistry[en];
- 1989: Sloan Research Fellowship[en];
- 2002: член Американської академії мистецтв і наук;
- 2004: член Національної академії наук США;
- 2004: член Європейської Організації Молекулярної Біології;
- 2005: Премія Вайлі[en] з біомедицини;
- 2006: член Леопольдини[5];
- 2009: міжнародна премія Гайрднера;
- 2009: медаль Вілсона[en];
- 2011: медаль Отто Варбурга[en][6];
- 2012: премія Пауля Ерлиха та Людвига Дармстедтера[en];
- 2013: премія Ернста Юнга[en];
- 2014: премія Альберта Ласкера за фундаментальні медичні дослідження
- 2014: премія Шао;
- 2015: премія Вілчека[en] у галузі біомедицини;
- 2016: президент Американського товариства клітинної біології[en];
- 2018: премія за прорив у науках про життя[7];
- 2018: член Національної медичної академії.[8]